# Abr-O Aftaab
Abr-O Aftaab è un film del 1998 diretto da Mahmoud Kalari.